# Léon Louyet
Léon Louyet (Loos-en-Gohelle, de Calais, Francia, 7 de julio de 1906 – Charleroi, 19 de mayo de 1973) fue un ciclista belga que corrió entre 1930 y 1939, consiguiendo 12 victorias, entre ellas una Vuelta en Bélgica y dos etapas del Tour de Francia.

## Palmarés
- 1931.
  - Campeón de Bélgica de la categoría independientes
- 1932
  - 1º en el Circuito de Midi
  - 1º en la Vuelta a Bélgica y vencedor de 2 etapas
- 1933
  - 1º en la París-Poitiers
  - 1º en la París-Vichy
  - 1º en Wegnez
  - Vencedor de 2 etapas al Tour de Francia
- 1934
  - Vencedor de una etapa al Tour del Ouest
- 1936
  - Vencedor de una etapa de la París-Niza

### Resultados al Tour de Francia
- 1933. 32ª de la clasificación general. Vencedor de 2 etapas